# 卡雅马尔
卡雅马尔是巴西圣保罗州的一个市镇。总面积128.356平方公里，总人口63344人，人口密度493.5人/平方公里。